# آولت (کلرادو)
آولت (به انگلیسی: Ault) شهری در ایالت کلرادو کشور ایالات متحده آمریکا است که جمعیت آن در سرشماری سال ۲۰۱۰ میلادی، ۱٬۵۱۹ نفر بوده‌است.